# Histoire des États-Unis de 1945 à 1964
Après leur victoire en 1945, les États-Unis sont vus comme les défenseurs du monde libre. La lutte contre le communisme, les accords de Bretten Woods et le plan Marshall ne vont qu'accroître leur domination et leur influence sur le monde.

## Bilan de la Seconde Guerre mondiale

### Bilan géopolitique et stratégique
En 1945, les États-Unis font figure de vainqueurs de la Seconde Guerre mondiale aux côtés des autres Alliés. La puissance américaine sort renforcée du conflit planétaire. Les soldats américains bénéficient d'une image positive en Europe de l’Ouest.
L'après-guerre est marquée par la dégradation des relations avec l'URSS. Avec la disparition de l'ennemi commun (l'Axe), la Grande Alliance se disloque. Franklin Delano Roosevelt puis Harry S. Truman ordonnent la démobilisation générale : les troupes américaines passent de 11 à 1,5 million d’hommes ; le retour des soldats est facilité par l'application du GI Bill of Rights (juin 1944) qui permet à des centaines de milliers de jeunes militaires d'intégrer l'université et d'acquérir un logement grâce à des taux préférentiels et des emprunts garantis. Pourtant les États-Unis tirent les leçons de l'après Première Guerre mondiale et décident de rompre avec l'isolationnisme : c'est à San Francisco qu'est signée la Charte des Nations unies, acte fondateur de l'ONU. L'expansionnisme soviétique et les débuts de la guerre froide les entraînent à se poser comme les leaders du monde libre (doctrine Truman en 1947).

### Bilan politique
Avec la guerre, l'État fédéral a continué d'intervenir dans l'économie nationale. Le président Roosevelt a poursuivi l'interventionnisme étatique qu'il avait entrepris pour combattre les effets de la Grande Dépression avec le New Deal.
Harry Truman eut la charge de finir la guerre, étant donné la mort de Roosevelt en cours de mandat en avril 1945. Il lança les deux bombes atomiques pour obtenir la capitulation du Japon. Il tenta d'appliquer le Fair Deal, un ensemble de réformes économiques et sociales dont les principes s'inscrivaient dans la continuité du New Deal de son prédécesseur : assurer le plein-emploi, augmenter le salaire minimum, soutenir les tarifs agricoles, renforcer le système de sécurité sociale, améliorer l'habitat et mettre en œuvre de grands travaux. Cette politique se heurta au Congrès dominé par les Républicains dès 1945.

### Bilan démographique et social

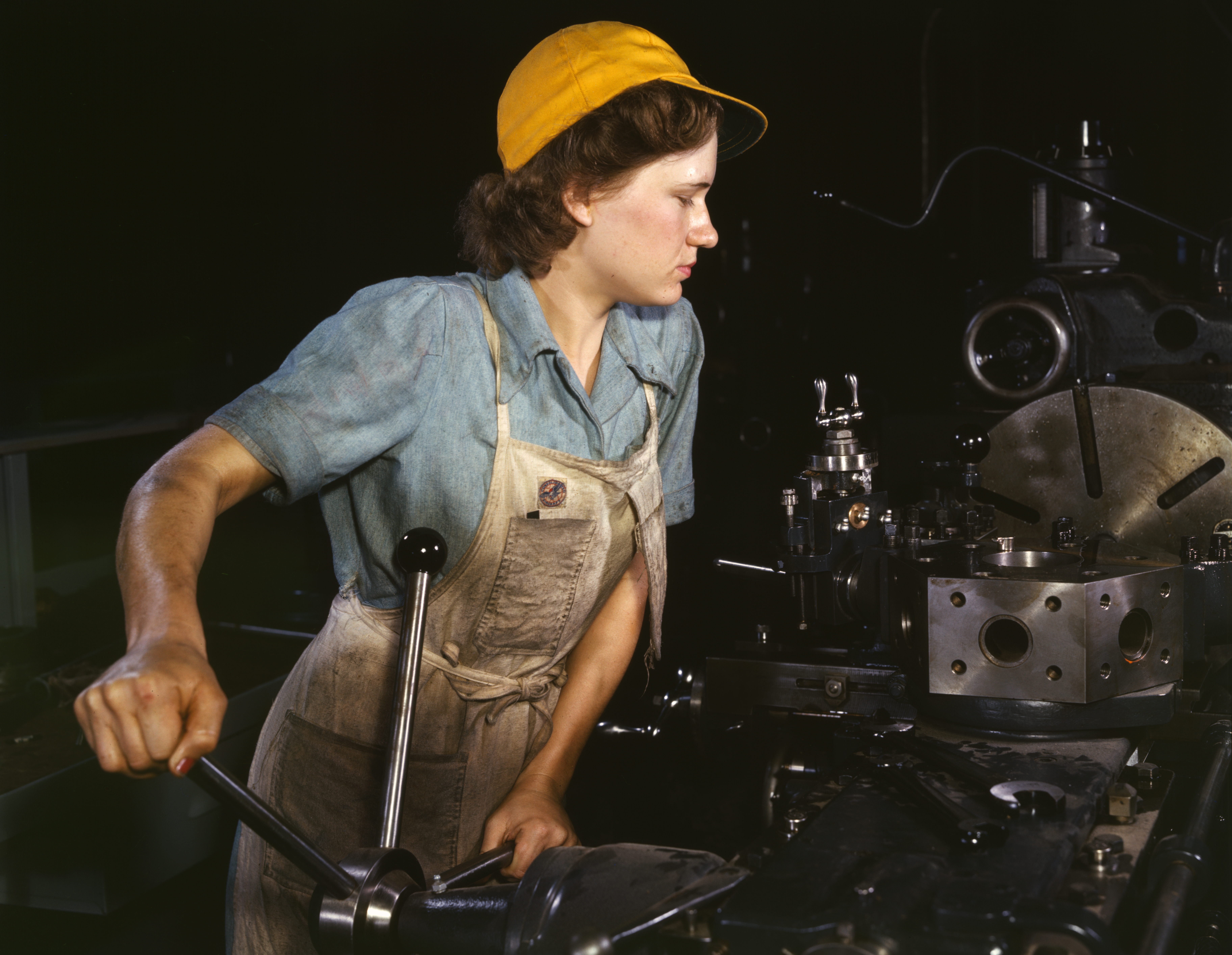
Ouvrière-tourneuse en 1942 dans l'usine de la Consolidated Aircraft Corporation, à Fort Worth, Texas.

Les pertes humaines américaines sont moins importantes que celles d'autres pays belligérants : 292 000 morts dans les combats de la Seconde Guerre mondiale, 114 000 pour d’autres causes. En 1945, la population s'élève à 140 millions d'habitants.
La guerre a fait baisser le chômage par la mobilisation de millions d'Américains et a sorti le pays de la Grande Dépression.
Cependant, l'inflation provoque d'importantes grèves en 1946 (entre 3 millions et 5 millions de grévistes), ce qui fait craindre l'agitation sociale et la montée du communisme. En 1947, le Congrès majoritairement républicain adopte la Loi Taft-Hartley qui limite le droit syndical et de grève. Le Maccarthysme montre l'angoisse de la subversion intérieure dans le contexte de la guerre froide. La montée de l’anticommunisme affecta notamment l’Église catholique soutenue par les immigrés irlandais, italiens, polonais, ou même français pourtant bien assimilé.
La Seconde Guerre mondiale a transformé le monde du travail. Les femmes ont renforcé leur place et occupent 35 % des emplois en 1944 ; la géographie économique est bouleversée par l'implantation des industries aéronautiques et d’armement dans les États de l'Ouest et du Sud. 15 millions d'Américains ont changé de lieu de résidence pour faire face aux besoins de l'économie de guerre. Cette migration interne a profité à la Sun Belt dont l'importance grandit. Enfin, l'urbanisation a connu une accélération notable qui se prolonge dans les années 1950.
La situation des Afro-Américains s'améliore lentement : leur intégration sociale progresse grâce à l'armée (700 000 Noirs dans l'Armée en 1944). La guerre a plutôt tendance à souder la nation, même si des émeutes raciales éclatent en 1943. Roosevelt prend des mesures pour limiter les discriminations dans l'administration fédérale (Executive Order 8802). En 1942, le Congress of Racial Equality est fondé pour lutter contre la discrimination dans les bâtiments publics du Nord du pays. La Grande migration commencée dans l'Entre-Deux Guerres se poursuit : plusieurs milliers de Noirs quittent le Sud pour travailler dans les métropoles californiennes.

### Bilan économique et financier

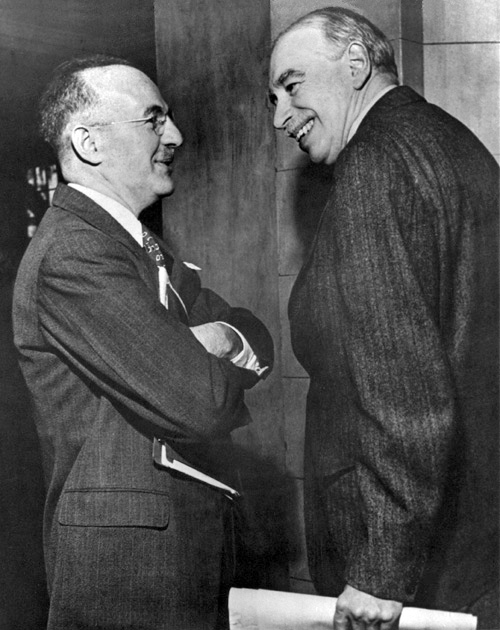
Harry Dexter White (à gauche) et John Maynard Keynes en 1946. Ils furent les deux protagonistes principaux de la conférence tenue à Bretton Woods.

Les États-Unis sont la seule grande puissance alliée restée intacte : le territoire américain n'a pas été envahi et n'a pas connu de destructions massives, sauf à la suite de l’attaque japonaise sur Pearl Harbor le 7 décembre 1941.
Alors que les belligérants européens connaissent une importante crise monétaire, les réserves américaines en or demeurent intactes, de même que l’agriculture et l’industrie. Les États-Unis possèdent 2/3 du stock d’or mondial, et imposent un nouveau système monétaire international à la conférence de Bretton Woods (juillet 1944). Le dollar américain n'a pas perdu de sa valeur contrairement à d'autres unités monétaires.
Il faut néanmoins reconvertir l’économie de guerre vers la production de biens de consommation et assurer les débouchés économiques extérieurs. Le pays occupe la première place mondiale dans tous les domaines de l'économie. Il assure l'équivalent de la moitié de la production de la planète, ; il possède 2/3 de la flotte mondiale et assure 25 % des échanges. La balance commerciale est excédentaire, mais dépend de la capacité des économies européennes à se reconstruire.
Les États-Unis souhaitent reconstruire l'économie mondiale selon les principes du libre-échange : ils estiment que le protectionnisme est l'une des causes de la Seconde Guerre mondiale.
En 1949, le président Harry S. Truman annonce son intention de mettre à disposition la connaissance technique des États-Unis pour aider les pays « sous-développés » à élever leur niveau de vie.
En 1950, Le PNB des États-Unis est estimé à 1 456 milliards de dollars Geary-Khamis soit 27,1 % du PNB mondial, son rival immédiat, l'URSS, ayant 9,6 % du PNB mondial.

### Bilan scientifique et culturel

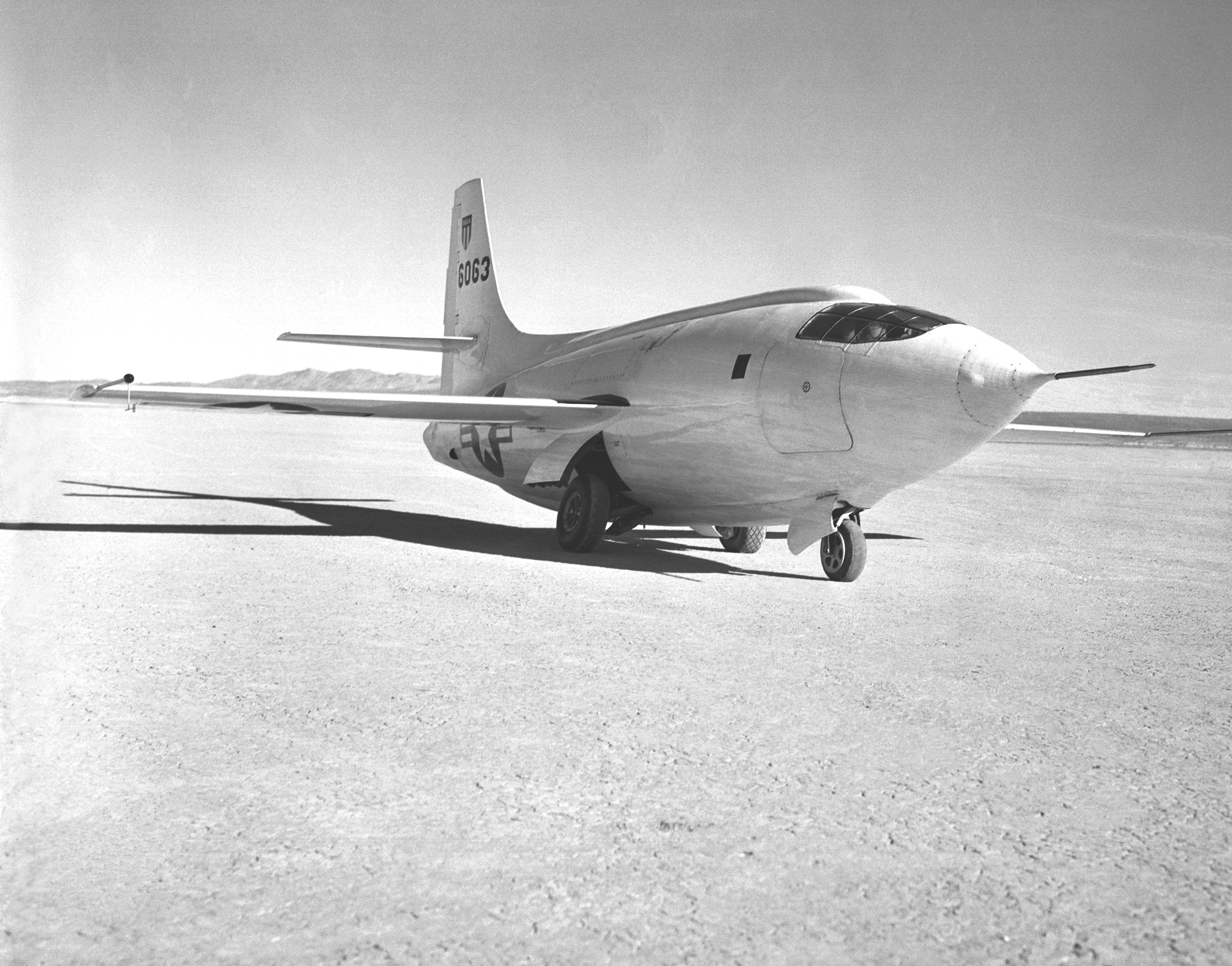
Le Bell X-1. Ce premier avion supersonique représente le bond en avant que l'industrie aéronautique accomplira en quelques années.

Les États-Unis disposent d'une avance technologique et scientifique sur les autres pays du monde. En 1945, seul Washington possède l'arme nucléaire, ce monopole sera brisé par l'URSS en 1949. L'Harvard Mark I est mis au point en 1944 : il s'agit du premier ordinateur numérique aux États-Unis et est considéré comme étant le premier calculateur universel. De nombreux savants (Albert Einstein), intellectuels (Hannah Arendt) et artistes (Salvador Dalí, Miro) se sont réfugiés aux États-Unis pour fuir le fascisme, le nazisme et la guerre. L'expressionnisme abstrait apparaît en 1946, au cours d'une exposition à New York. Cet art qui se voulait avant-gardiste, cosmopolite et apolitique fait se déplacer le cœur de l'art moderne de Paris à New York.
Les soldats américains exportent la culture des États-Unis en libérant l'Europe : ils font découvrir le jazz, les jeans, des produits symbolisant la jeunesse et l'American way of life. Le prestige des États-Unis est renforcé par leur prospérité enviée et la société de consommation comme en témoignent les Mémoires du général De Gaulle.

## Origines de la Guerre Froide
Joseph Staline suppose que le camp capitaliste reprendra rapidement ses rivalités internes sur les colonies et le commerce. Des conseillers économiques tels qu'Eugen Varga, prédisent qu'une crise de la surproduction va éclater dans les pays capitalistes et qu'elle culminera en 1947-1948 par une autre grande dépression.
La tendance des dépenses publiques fédérales aux États-Unis renforce les suppositions de Staline. Mais à ce moment, les affaires ont été renforcées par les dépenses publiques en conséquence de la dépression d'avant-guerre. Entre 1929 et 1933, le taux de chômage y avait grimpé de 3 pour cent de la population; Roosevelt avait tenté de stimuler la demande en faisant tomber le chômage de 14 pour cent en 1940 à moins de 2 pour cent en 1943, alors que la population active augmentait de 10 millions. L'économie de guerre n'était pas tant le résultat du triomphe de la libre-entreprise que le résultat de l'association de l'État aux affaires, de son soutien financier.
Quel serait alors le résultat d'une démilitarisation massive après la guerre ? La demande industrielle, par exemple, devrait plonger. La tendance des dépenses fédérales semblait aller vers une contraction précipitée. Staline pense alors que les Américains auraient besoin de lui offrir une aide économique, et rechercher tous les débouchés aux investissements de capital, ne serait-ce que pour maintenir la production industrielle au niveau de la période de guerre, qui a sorti les États-Unis de la Grande Dépression. Ainsi, les chances d'apparition d'un front anglo-américain contre lui semblent minces.

## Guerre de Corée
La guerre de Corée eut lieu de 1950 à 1953 entre les forces de la Corée du Nord communiste soutenues par la république populaire de Chine et celles de la Corée du Sud, capitaliste et soutenues par les États-Unis qui solliciteront l'ONU pour constituer une force d'intervention fit craindre une troisième Guerre mondiale avant de se terminer par un statu quo ante.

## Présidence d'Eisenhower (1953-1961)
Dwight D. Eisenhower, personnalité importante de la Seconde Guerre mondiale, devient président. C'est notamment sous sa présidence que la course à l'espace est lancée.

## Présidence deJohn Fitzgerald Kennedy
Son mandat a duré du 20 janvier 1961 au 22 novembre 1963. Durant ces 1 036 jours, il a fasciné le monde entier par son charisme, sa jeunesse, son dynamisme, son intelligence, son humour, son style et ses idées de changement. Pendant son mandat Kennedy a fait face aux crises les plus graves de la Guerre froide : débarquement de la baie des Cochons, mur de Berlin, guerre du Viêt Nam, crise des missiles de Cuba, etc., mais son sens de la diplomatie, sa fermeté envers Khrouchtchev et son réel désir de paix mondiale ont contribué grandement au début de la détente Est-Ouest. En politique intérieure, il fit débuter une grande guerre contre la pauvreté, il inaugura le programme Apollo et parla en faveur des Noirs et des minorités raciales. Extrêmement populaire (80 % d'opinions favorables dans les sondages de popularité), admiré et aimé du monde entier, Kennedy a marqué son pays et les années 1960. Le 22 novembre 1963, en visite officielle à Dallas, il est assassiné d'une balle en pleine tête par un tireur d'élite embusqué lors d'un déplacement en limousine décapotable sous les yeux de centaines de témoins et sous les caméras de télévision. Le meurtre de Kennedy fut ressenti dans le monde comme une gigantesque onde de choc, la victime étant un président admiré et aimé de tous, ou presque. Frappés de stupeur et de tristesse, les Américains voulurent savoir qui avait tué Kennedy, mais la question se pose toujours, entretenant le mythe Kennedy.

## Crise des missiles à Cuba
Du 22 octobre au 31 octobre 1962, le monde fut au bord de la guerre nucléaire. L'URSS avait installé des missiles à ogives nucléaires à Cuba, à moins de 200 km de la Floride rendant le territoire américain particulièrement vulnérable. En effet, non seulement les États-Unis ne pourraient intercepter ces missiles, mais en plus ils n'auraient pas le temps de lancer une contre-attaque avant que leurs bases soient détruites...
Après le retrait des missiles (décidé par Nikita Khrouchtchev le 25 octobre), à la suite du blocus naval de la flotte américaine, les premiers accords de réduction du nucléaire des années 1963-1964 allaient amorcer (le début de) la fin de la Guerre froide symbolisé par la mise en place du téléphone rouge entre la Maison-Blanche et le Kremlin le 31 août 1963.

## Droits civiques et la fin de la ségrégation raciale

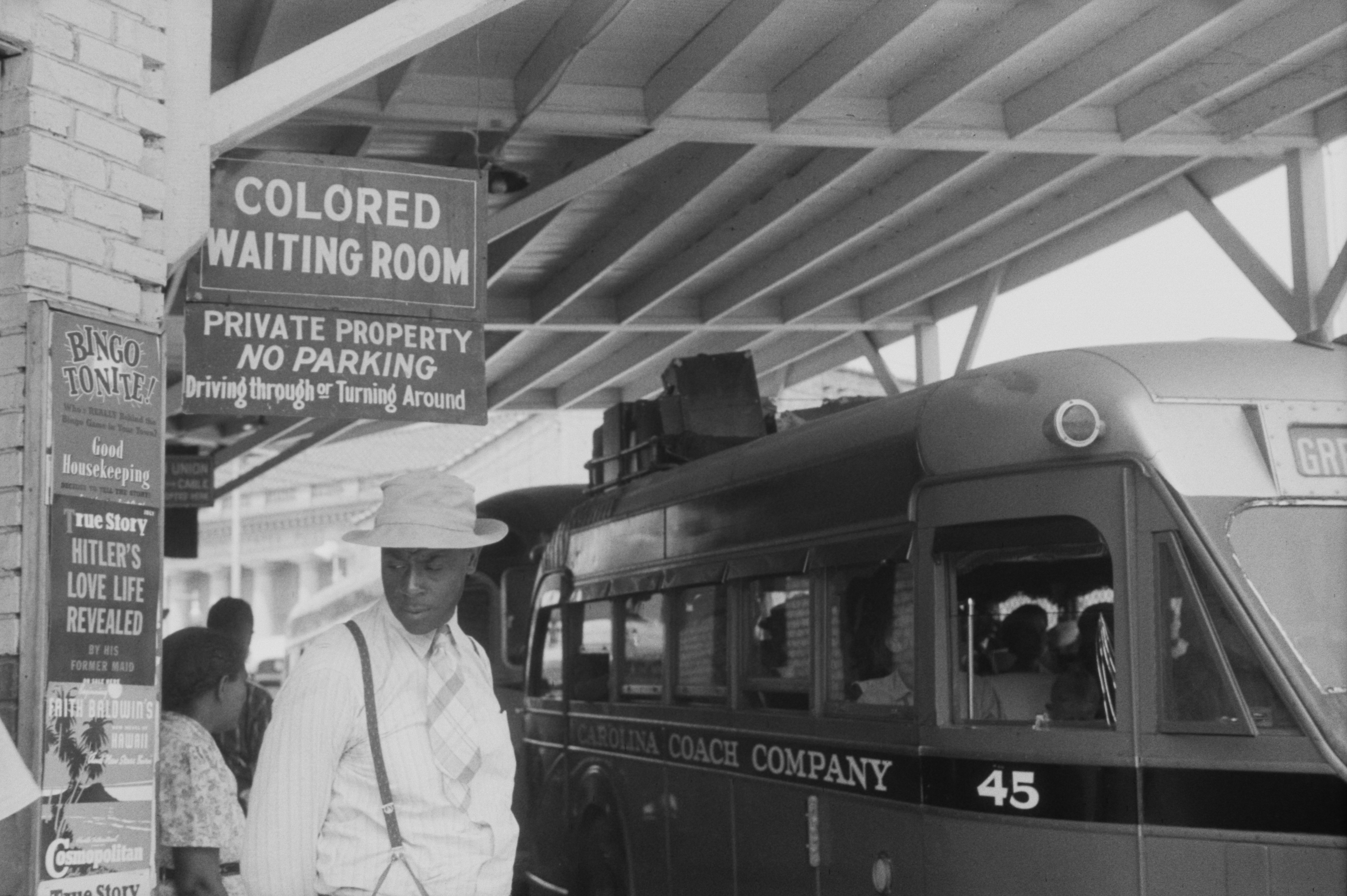
Un arrêt de bus à Durham, Caroline du Nord, en mai 1940. Les lois Jim Crow maintiennent de jure une situation de ségrégation raciale sur le plan local ou sur celui d'un État.

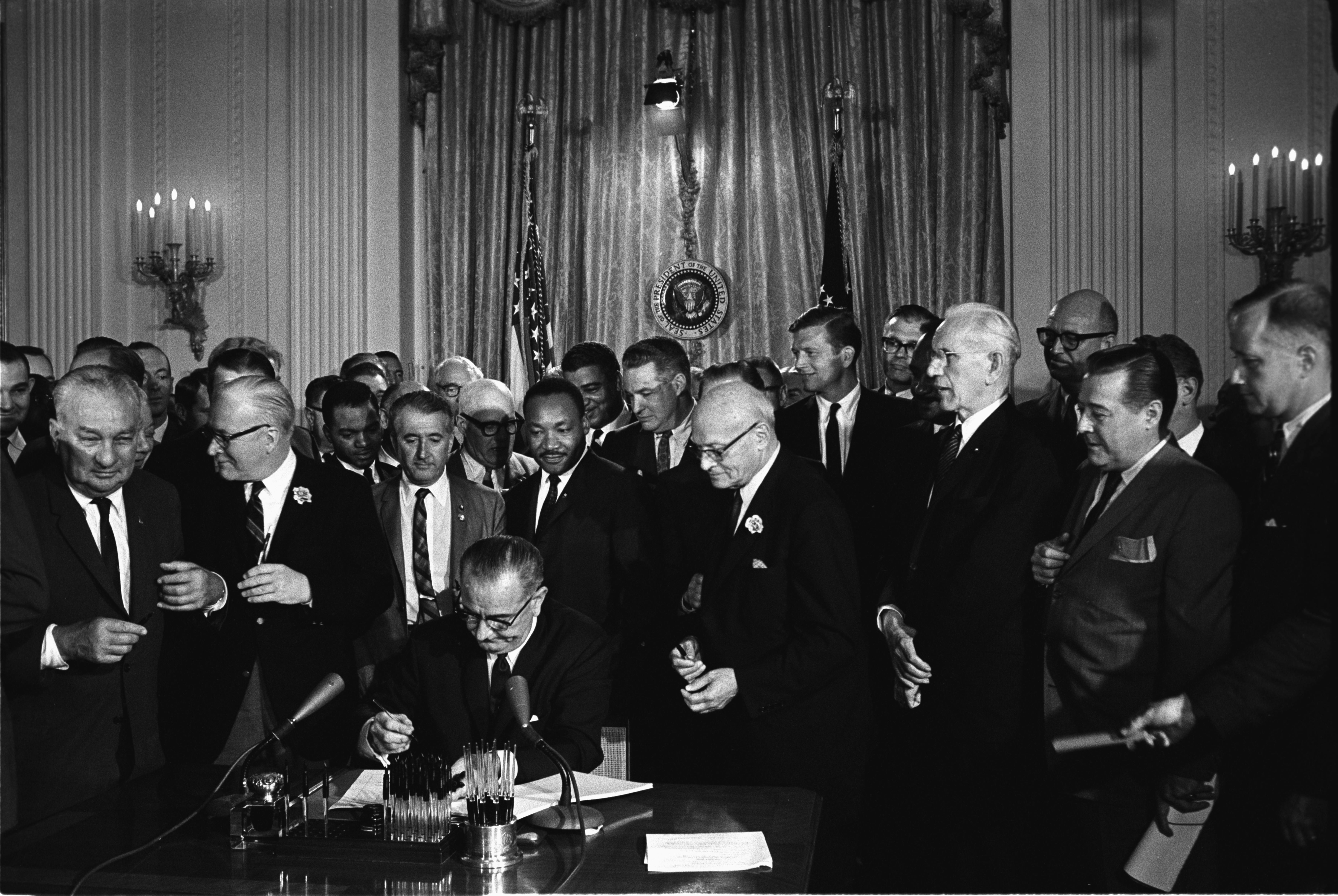
Lyndon B. Johnson signant le Civil Rights Act le 2 juillet 1964. Martin Luther King se trouve derrière lui.

La ségrégation raciale régit les relations entre Noirs et Blancs dans tous les États du Sud et ceux qui bordent la frontière avec le Nord et l’Ouest. Les Noirs sont maintenus dans une infériorité juridique et sociale, exclus du monde des Blancs. La doctrine établie à la fin du XIXe siècle par l’arrêt Plessy v. Ferguson (1896), qui admet légalement la ségrégation raciale aux États-Unis en établissant que les américains des deux races peuvent être « séparés mais égaux », rencontre l’opposition de l’État fédéral une première fois le 17 mai 1954, lors de l’arrêt Brown v. Board of Education.
Cet arrêt ordonne la fin de la ségrégation scolaire, qui ne peut mettre les deux races sur un pied d’égalité. Les établissements scolaires doivent être accessibles à tous, with all deliberate speed, « avec toute la célérité voulue ». L’arrêt ne fixe donc pas de délai à son application par les États ségrégationnistes, et ceux-ci n’appliqueront pas cette mesure qui contredit leur système. Et même si Dwight D. Eisenhower dépêche des soldats fédéraux en 1957 pour obliger les Sudistes à appliquer l’arrêt et que le Congrès adopte une loi protégeant le vote des noirs, le 29 août 1957, les résultats obtenus sont décevants et les  Noirs vont se tourner vers des moyens d’action plus efficaces que la justice.  En effet, depuis le début des années 1950, les Noirs combattent de plus en plus pour leurs droits, pratiquant à l’action directe et la désobéissance civile, notamment sous l’impulsion du pasteur Martin Luther King.
L’année 1963 est décisive. De nombreuses violences se déroulent dans le sud, tandis que l’intervention brutale de la police face à des manifestants pacifiques à Birmingham, filmée et retransmise par la télévision, émeut le pays tout entier. Martin Luther King prononce son célèbre discours I Have a Dream le 28 août à Washington. John Fitzgerald Kennedy décide de donner l’impulsion aux changements nécessaires mais est assassiné avant d’avoir pu accomplir quelque mesure concrète.